# Vicente Romero Rivera
Vicente Romero Rivera (Otavalo, 1981) es un actor y presentador de televisión ecuatoriano que por varios años formó parte del equipo de actores del programa cómico Vivos, de Ecuavisa, junto a David Reinoso, Flor María Palomeque y Jorge Toledo. Tiene un síndrome de trastorno del crecimiento al igual que su hermano el actor Santiago Romero quien formaba parte de Ni En Vivo Ni En Directo de TC Televisión, durante la dirección de Fernando Villarroel.

## Primeros años
Vicente Romero nació en la ciudad de Otavalo, provincia de Imbabura, es el tercero de seis hermanos y debido a un síndrome de trastorno del crecimiento no logró superar los 150 centímetros de estatura. Esto le valió muchas burlas durante su adolescencia, tanto a él como a su hermano Santiago Romero, quien también tenía el síndrome.
Debido al pronto fallecimiento de su padre cuando apenas tenía 4 años de edad, desde los 12 años de edad decidió trabajar para que sus hermanos no tuvieran que pasar necesidades, y formó parte de la policía nacional, poco tiempo después se dedicó al circo como payaso en el que estuvo por muchos años, con el que recorrió varios países y vivió en Venezuela, Colombia y Perú.
En 2005 falleció su hermano Santiago Romero, a los 19 años de edad, a causa de una caída en las escaleras de casa de su madre en Quito. Su hermano fue parte del programa cómico Ni en vivo ni en directo bajo la dirección de Fernando Villarroel, pero al momento de su muerte se dedicaba al circo.

## Carrera

### Televisión
Luego de permanecer por doce años trabajando en el circo, en el año 2000 ingresa a la televisión, donde formó parte del elenco de Ni en vivo ni en directo de TC Televisión, bajo la dirección de Fernando Villarroel, junto a Sofía Caiche y José Northia, e interpretó los papeles de Fran de "A todo darsh", parodia de Frank Palomeque de A todo dar, y a Cuchy, parodia de Chucky. También fue parte de la serie Mi recinto, dirigida por Villarroel.
En mayo de 2002 formó parte del programa especial del Mundial de Fútbol de Corea y Japón A ritmo del Mundial para TC Televisión, junto a Diego Arcos, Mariela Viteri, Alejandro Kenig, y las modelos argentinas Alejandra Varela y Gisela Rojas.
El 22 de diciembre de 2002 protagonizó una película navideña para TC Televisión, llamada San Nicolás y el regalo que alocó la Navidad, donde interpretó a Nicolás, un niño con mala conducta y reprendido por sus padres, Alejandro, interpretado por Oswaldo Segura, y Patricia Ulloa, interpretada por Carolina Ossa, siendo la madre quien decide dejar sin regalos a su hijo que luego logra comprender el significado de la Navidad. También compartió elenco con Marina Salvarezza, Azucena Mora, Tábata Gálvez y la niña Fiorella Ricaurte Campodónico.
En octubre de 2004, integró el elenco de Vivos de Ecuavisa, junto a David Reinoso, Flor María Palomeque, Jaime Roca, Mario Cabezas, Luis Taranto, Danilo Esteves, Ricardo Granizo, Martín Calle, Catherine Velasteguí, José Geovanny Monar Cuadrado y Roberto Gómez, y como director a Jorge Toledo. En dicho programa interpretó a personajes como Fausto Chiquitiezo (parodia de Fausto Valdiviezo), Pio Pio (parodia de policías de tránsito), Chinchulín (acompañante de Esheman que es parodia de un shaman), parodia de Francisco Pinoargotti, entre otros.
En 2013 formó parte del elenco de ¡Así pasa!, dirigido por Catrina Tala y Marcos Espín, donde interpretó a Goliat, el dueño del condominio, prefiere cumplir labores de albañil, plomero, carpintero, pintor, entre otras labores, antes que gastar en alguien más que lo haga, junto a los actores Efraín Ruales, Claudia Camposano, Christian Maquilón, Carolina Piechestein, Tania Salas, Miriam Murillo y Martín Calle. También fue parte del programa Novela TV, dirigido por Marcos Espín y producido por Catrina Tala, espacio nacido originalmente del programa En contacto, donde en el segmento Veto al Feo, Vicente interpretó a Marcelo, parodia de Marcela Valencia, la villana de la telenovela colombiana Yo soy Betty la fea (interpretado originalmente por Natalia Ramírez), un empresario novio de la dueña de la agencia de publicidad D’ Maluly, Armanda, interpretada por Úrsula Strenge, y de la cual un reciente empleado llamado Beto, interpretado por Efraín Ruales, está enamorado.
En 2016 ingresó a la telenovela 3 familias con el papel de Silvino.
En 2018, integró el elenco animado por Fernando Villarroel y Alejandra Jaramillo, del programa del Mundial de Fútbol de Rusia 2018, La fiesta del gol, junto a los talentos de pantalla Oswaldo Segura, Richard Barker, Sandra Pareja, Cristina Harzer (La Gringa), Pedro Ortiz y Gino Freire, los talentos de internet James Long, Chifle Machine, y Cotto y Fonny.
En 2020 actúa en la telenovela de Ecuavisa, Sí se puede.

### Teatro
En 2006 presentó en Tablasar, una obra de teatro junto a Ricardo Granizo, Danilo Esteves, Rosa Esteves, Paola Vera, Alejandro Esteves y Andrea Coronel, llamada Si no te cuidas...Sí... Da.
En 2008 fue parte de la obra ¿Quién pincha a quién? junto al elenco conformado por Sharon, Prisca Bustamante, Carlos Alberto Vicente, Omar Naranjo, María Eugenia Encalada y Doménica Mera, dirigida por Marina Salvarezza, basada en la obra Las cuatro verdades del francés Miguel Calero, que trata de una familia que mediante la inyección de un suero milagro, dirán sus más oscuros secretos.
En diciembre de 2017 interpretó a un policía que no cree en la Navidad, y para lograr un ascenso en la policía, captura a Papá Noel, interpretado por José Pacheco, creyendo que se trata de un asaltante tumba puertas.
En octubre de 2018, en el Café Teatro Arlequín, fue parte del elenco de la obra En el sauna, de Maribel Solines, junto al actor Frank Bonilla y Jackson Peralta. El mismo año participa en la obra Mi suegra es un peligro, junto a Marián Sabaté.

### Cine
En 2014 fue parte de la película Un par de estúpidos del director Iván Valero, el cual interpretó a Nectalí, y Abraham Valero que interpretó a Universo, además de compartir con Vanessa Ortiz, Ricardo Granizo, Eugenio Haddatty, Fernando Arízaga, Jaime Vallejo, el payaso Peluquín y el hipnotizador Barak, como parte del elenco.

## Filmografía

### Series y telenovelas
| Año        | Título                   | Personaje         |
| ---------- | ------------------------ | ----------------- |
| 2020       | Sí se puede              | Yoyito            |
| 2016       | 3 familias               | Silvino Zacarías  |
| 2013       | Veto al feo              | Marcelo Valencia  |
| 2013-2014  | ¡Así pasa!               | Goliat Muñoz      |
| 2012       | Aída                     | Invitado          |
| 2004-2008  | Vivos                    | Varios personajes |
| 2001-2003  | Mi Recinto               | Compadre Arturo   |
| 2000- 2002 | Ni En Vivo Ni En Directo | Varios personajes |

### Programas
| Año  | Programa            | Rol                             |
| ---- | ------------------- | ------------------------------- |
| 2020 | La fiesta del gol   | Varios personajes y Presentador |
| 2002 | A ritmo del Mundial | Presentador                     |

## Premios y nominaciones

### Premios ITV
| Año  | Categoría             | Producción | Resultado |
| ---- | --------------------- | ---------- | --------- |
| 2019 | Mejor actor dramático | 3 familias | Nominado  |